# Énnae Cennsalach
Énnae Cennsalach (V secolo; fl. V secolo) è stato re del Leinster e fondatore degli Uí Cheinnselaig dei Laigin.

## La figura di Énnae Cennsalach
Era nipote di Bressal Bélach (morto nel 436), che era stato re. La cronologia sui re del Leinster nel V secolo è controversa. Viene definito re nel Libro del Leisnter, ma non negli annali irlandesi. Goffredo Keating parla di guerre tra il re supremo Eochaid Mugmedón e il sovrano del Leinster Énnae Cennselach. Eochaid fu sconfitto nella battaglia di Cruachan Claonta. Secondo le saghe Aided Néill e Orcuin Néill Noígíallaig, il figlio di Énnae, Eochu, uccise il re supremo Niall dei Nove Ostaggi. Nell'opera Orcuin Néill Noígíallaig viene invece detto che Eochu uccise il capo dei poeti di Niall e che ciò portò Niall a invadere il Leinster e a esiliare Eochu, che si rifugiò presso re Erc di Dalriada. In seguito, durante un raid, uccise Niall. Aided  Néill ritiene che il figlio di Niall, Fergus, vendicò il padre uccidendo Eochu. Suo figlio Crimthann mac Énnai sarà re del Leinster. Un altro figlio, Fedelmid, fu antenato degli Uí Felmeda degli Uí Cheinnselaig.